# NGC 6979
NGC 6979 é um remanescente de supernova na direção da constelação de Cygnus. O objeto foi descoberto pelo astrônomo William Herschel em 1784, usando um telescópio refletor com abertura de 18,6 polegadas. 